# Opius balthasarius
Opius balthasarius är en stekelart som beskrevs av Fischer 1978. Opius balthasarius ingår i släktet Opius och familjen bracksteklar. Inga underarter finns listade i Catalogue of Life.